# Sensory Bias
Die „Sensory Bias“-Theorie (engl. sensorische Bevorzugung) begründet die weibliche Bevorzugung bestimmter männlicher Merkmale bei der Partnerwahl in der Attraktion auffälliger Merkmalsausprägungen (Farbe, Größe, akustische Signale usw.), die vom weiblichen Sinnessystem besser wahrgenommen werden können. Da z. B. lange, hell leuchtende Gefieder eher auffällig sind, werden diese von Vogelweibchen eher wahrgenommen und deshalb bevorzugt. Dadurch reduzieren sich die weiblichen Investitionskosten bei der Suche nach einem Partner, was dazu führt, dass sich der Fortpflanzungserfolg erhöht.

## Grundlegende Theorie
Charles Darwin erklärt in seiner Theorie der Sexuellen Selektion, dass sich im Laufe der Evolution auf Grund der Weibchenwahl überdurchschnittliche Männchenmerkmale herausgebildet haben. Er gibt keinen Hinweis darauf, warum Männchen normalerweise um Weibchen werben und Weibchen unter den werbenden Männchen wählen. Man geht davon aus, dass der reproduktive Aufwand zwischen den Geschlechtern asymmetrisch gelagert und das Verhalten darauf zurückzuführen ist: Weibliche Artgenossen investieren überwiegend in elterliche Fürsorge, d. h. in die Suche nach dem einen, richtigen Partner, Männchen besonders in (vorteilhafte) Balzsignale.

## Klassische Modelle
Auf der Basis dieser Überlegungen wurden unterschiedliche Hypothesen zur Entwicklung von Präferenzen bei der weiblichen Partnerwahl aufgestellt. Dazu zählen beispielsweise die klassischen, aus der sexuellen Selektion abgeleiteten Ideen wie Fischers Theorie der Runaway Selection (1930) oder die Good Genes-Hypothese nach Zahavi (1975).
Die „Runaway Selection“ besagt, dass Weibchen bei der Partnerwahl bestimmte männliche Merkmale bevorzugen, was zu einer positiven Rückkopplung führt, so dass zum einen die Ausbildung der präferierten Merkmale bei den Männchen begünstigt wird und zum anderen die daran gekoppelte weibliche Bevorzugung (für diese Merkmale) ebenfalls erfolgreich von Generation zu Generation vererbt wird.
Das zweite theoretische Modell konstatiert, dass das Vorhandensein eines bestimmten Merkmals (z. B. leuchtende Farben oder lange Schwänze bei Vögeln) genetische Vorteile verspricht, d. h. dass das Männchen gute Gene besitzt. Somit können diese Vorzüge an die nächste Generation vererbt werden.
In beiden Konzepten – die sich gegenseitig nicht ausschließen – wird prognostiziert, dass die Präferenzen der weiblichen Partnerwahl mit dem Vorhandensein der männlichen Merkmale korrelieren.

## Moderne Konzepte
Seit den 1980er Jahren existieren neuere Theorien, die sogenannten Receiver Bias-Modelle. Sie beobachten männliche Merkmale und weibliche Präferenzen im Rahmen der Kommunikationstheorie. Dazu gibt es mehrere ähnliche Modelle wie z. B. „Sensory Exploitation“, „Sensory Trap“ und „Sensory Bias“ bzw. „Sensory Drive“. In diesen Konzepten geht es vornehmlich um das Design bzw. die Struktur der männlichen Signale, die zur Werbung benutzt werden.

### Sensory Bias oder Sensory Drive (Endler 1992)
Das „Sensory Bias“-Modell postuliert, dass die Präferenzen der weiblichen Partnerwahl Nebenprodukte der natürlichen Selektion durch das sensorische System sind. Dieses Konzept wird benutzt, um zwei Phänomene zu erklären: Erstens, dass sich das Design der männlichen Signale so entwickelt hat, dass es das sensorische System der Weibchen stimuliert, und zweitens, warum Weibchen spezifische Vorlieben aufweisen. Von besonderer Bedeutung ist die Deutung der quantitativen Entwicklung weiblicher Präferenzen in der Partnerwahl, also warum sich einige männliche Merkmale durch das Verhalten der Weibchen zu sexuellen Signalen entwickelt haben und andere nicht. Die Effektivität mancher Signale hängt von der Art und Struktur des Signals ab und davon, welche der Empfänger – also das Weibchen – besser wahrnimmt. Spezifische Umweltbedingungen beeinflussen die evolutionäre Verhaltensrichtung, die sowohl einen Effekt auf die Zeit und den Ort der Signalwirkung haben als auch auf die Vorlieben des individuellen Lebensraums. Es handelt sich somit um eine Ko-Evolution zwischen den biophysischen Umweltbedingungen, der Neurobiologie und den genetischen Anlagen.
Endler & Basolo gehen davon aus, dass es fünf verschiedene Arten von Neigungen gibt:
1. Neigungen, die aus Eigenschaften resultieren, die einmal eine Funktion hatten, diese jedoch verloren haben
2. Neigungen, die zufällig entstanden sind, obwohl sie keinen Einfluss und keine Funktion für den Organismus besitzen
3. Neigungen, die außerhalb der sexuellen Kommunikation wichtig sind
4. Neigungen, die zwar für die sexuelle Kommunikation wichtig, aber so grundlegend für das sensorische System sind, dass sie jede weitere Entwicklung beeinflussen
5. Neigungen, die anfangs nicht wichtig waren, sich aber im Laufe der Evolution auf Grund von Mutation trotzdem etabliert haben

### Sensory Exploitation (Ryan 1990; Basolo 1990)
Das Modell geht davon aus, dass die Entwicklung der sexuell ausgewählten Eigenschaften durch bereits vorhandene Vorlieben beeinflusst wird. Durch diese Annahme kann eine Prognose über die historische Struktur der Evolution von Merkmalspräferenzen generiert werden, die sich vor den sexuell erfolgversprechenden Eigenschaften entwickelt haben. Dieser Ansatz unterscheidet sich vollständig von den Modellen der „Good Genes“- und „Runaway“-Hypothesen, in denen sich die Präferenzen und die Merkmale in gegenseitiger Übereinstimmung entwickeln.

### Sensory Trap (West-Eberhard 1979)
In diesem Modell geht die Autorin davon aus, dass das Design von Männchensignalen in Anpassung an existierende Präferenzen der Weibchen entsteht. Zudem betont die Hypothese, dass diese sensorischen Präferenzen der Weibchen für bestimmte Signale in einem der natürlichen Selektion unterliegenden (nicht sexuellen) Kontext entstanden sind, so z. B. zum Auffinden von Nahrung. Männchen imitieren diese Signale, um vorteilhafte Reaktionen der Weibchen auszulösen und so ihren Reproduktionserfolg zu erhöhen.

### The Mating Mind
Eine populärwissenschaftliche Sichtweise des Themas der sexuellen Selektion bietet Geoffrey Miller in seinem Buch „The Mating Mind – How Sexual Choice Shaped the Evolution of Nature“ (2001, dt. „Die sexuelle Evolution. Partnerwahl und die Entstehung des Geistes.“) Es um folgende Fragen:
1. Wie konnte sich das menschliche Gehirn in der Evolution als derart komplexes Organ herausbilden?
2. Ist es möglich,  dass sich das menschliche Gehirn auf Grund der natürlichen Selektion derart schnell vergrößert hat, obwohl die Selektion anscheinend erst lange nach der Erreichung „moderner“ Gehirngröße zur Entwicklung von Werkzeug führte?
3. Wie können spezifisch menschliche Eigenschaften wie z. B. Humor und Kreativität oder unser Bewusstsein einen Überlebensvorteil verschaffen?

Geoffrey Miller bietet in seinem Lösungsansatz die sexuelle Selektion als ausschlaggebenden Faktor an. Dass die gezielte weibliche Bevorzugung von männlichen Individuen mit größerer geistiger Leistungsfähigkeit die rapide Gehirnentwicklung erklären kann, versucht der Autor mit einem Vergleich zu veranschaulichen: Ein großes Gehirn – ähnlich wie der prächtige Schwanz eines Pfauenhahns – stellt für seinen Besitzer zuerst einmal ein Handicap dar: Es ist wesentlich schwerer, damit zu überleben. Da die Besitzer jedoch überleben, muss es um ihre genetische Fitness ausgezeichnet bestellt sein. Menschen bestehen heute deshalb, weil ihnen eine ununterbrochene Serie erfolgreicher sexueller Beziehungen gelungen ist, und zwar in jeder Generation. Ein Hominidenweibchen, das gute Gene für den eigenen Nachwuchs beziehen will, sollte also den Träger eines großen Gehirns bevorzugen – Hinweise, die auf diese Qualität schließen lassen, könnten zum Beispiel Kreativität, Humor oder Phantasie sein. Auf der Basis dieser Grundidee betrachtet Miller eine Reihe menschlicher Verhaltensweisen und spekuliert darüber, welche evolutionären Anfänge Sprache, altruistisches Verhalten oder der Besitz von Jeeps haben.

### Populärwissenschaftlich
- The Mating Mind – How Sexual Choice Shaped the Evolution of Human Nature, New York 2000, ISBN 0-385-49516-1 (deutsch: Die sexuelle Evolution. Partnerwahl und die Entstehung des Geistes, Heidelberg 2001, ISBN 3-8274-1097-5)

### Fachliteratur
- Dawkins M.S. and Guilford T. (1996). Sensory bias and the adaptiveness of female choice. American Naturalist, 148, 937–942.
- Endler, J. A. (1992). Signals, signal conditions, and the direction of evolution. American Naturalist 139 (Supplement), 125–153.
- Endler,  J. A., and Basolo, A. L. (1998). Sensory ecology, receiver biases and sexual selection. Trends in Ecology and Evolution 13, 415–420. Abgerufen am 27. April 2007 auf http://cas.bellarmine.edu/tietjen/Ecology/sensory_ecology.htm
- Johnstone R.A. (1995). Sexual selection, honest advertisement and the handicap principle: reviewing the evidence. Biol. Rev., 70, 1–65.
- Ryan M.J. and Keddy-Hector A. (1992). Directional patterns of female mate choice and the role of sensory biases. American Naturalist, 139 (Supplement), 4–35.
- Ryan M.J. (1990). Sexual selection, sensory systems and sensory exploitation. Oxford Surveys in Evolutionary Biology, 7, 157–195.
- Shaw K. (1995). Phylogenetic tests of the sensory exploitation model of sexual selection. Trends in Ecology & Evolution, 10, 117–120.
- Sherman P.W. and Wolfenbarger L.L. (1995). Genetic correlations as tests for sensory exploitation. Trends in Ecology & Evolution, 10, 246–247.
- West-Eberhard, M.J. (1979). Sexual selection, social competition and evolution. Proceedings of the American Philosophical Society, 123, 222–234.